# Volley Treviso
Volley Treviso är en volleybollklubb (herrar) från Treviso, Italien.
Klubben grundades 1987 på initiativ av Benetton-familjen och började i Serie A2. Klubben satsade stort redan från början med rekryteringar som Kim Ho-Chul. Under de följande åren anslöt ytterligare välkända volleybollspelare, som bland annat Bengt Gustafsson och klubben avancerade till italienska högstaserien.. I början av 1990-talet anslöt Anders Kristiansson som tränare.
Samtidigt satsade företag Ferruzzi och Fininvest i klubben. Klubben vann sina första titlar 1991, då de vann CEV Cup (numera kallad CEV Challenge Cup). 
 Laget arrangerade världsmästerskapet i volleyboll för klubblag 1992 och nådde där final, där de blev slagna av Volley Gonzaga Milano. De vann CEV Cup igen 1993 Under 1994 vann klubben för första gången italienska mästerskapet och samma år vann de även cupvinnarecupen. Under de kommande åren fortsatte framgångarna, 1998-1999 vann de för första gången europacupen
Klubben fortsatte vinna titlar tills Benetton lämnade klubben 2012. Därefter har de inte vunnit några seniortitlar, men däremot flera på ungdomsnivå (som har kommit mer i fokus för verksamheten).
Klubben har vunnit italienska mästerskapet nio gånger, italienska cupen fem gånger, italienska supercupen sju gånger, europacupen fyra gånger , cupvinnarecupen två gånger, CEV Challenge Cup fyra gånger (turneringen kallades tidigare CEV Cup) och europeiska supercupen två gånger.